# Landwehr (Boppard)

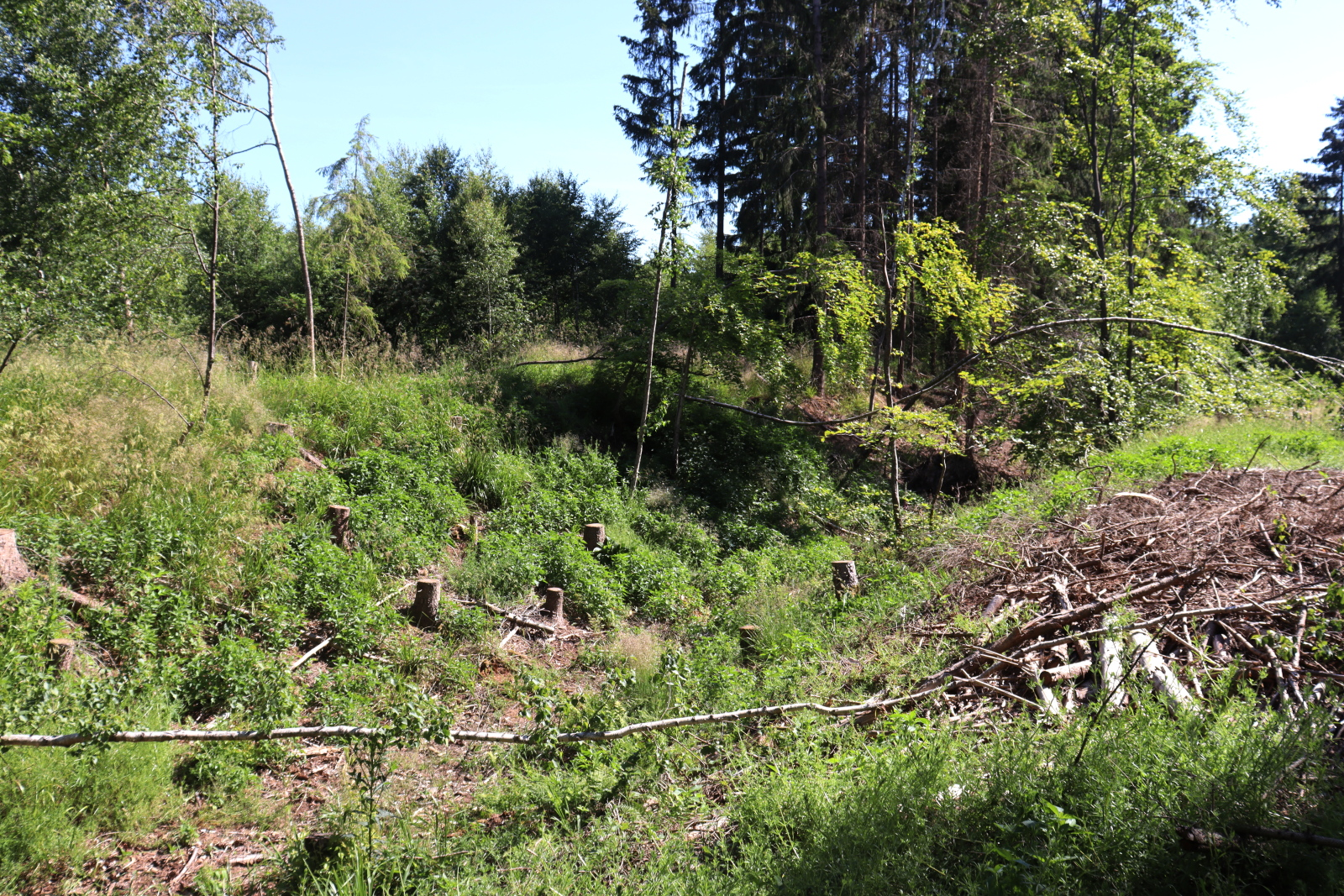
Landwehrgraben Boppard bei Pfaffenheck

Die Landwehr bei Boppard ist eine Landwehr bei Boppard. Sie durchzog bei Pfaffenheck zwischen der A61 und der Landesstraße L207 an der schmalsten Stelle den Höhenrücken zwischen dem Thomastal und dem Alkener Bachtal auf einer Strecke von etwa 1,2 km. Heute sind noch etwa 400 m gut erkennbar, wie das Teilstück von der A61 Richtung Bopparder Thomastal. Durch den Bau der A61 und die Ortsbebauung von Pfaffenheck verschwand ein Großteil der Anlage in Richtung Alkener Bachtal und ist dort heute kaum noch sichtbar.

## Geschichte
Im Nahbereich der Landwehr wurden frühgeschichtliche Hügelgräber entdeckt, wie im Bopparder Stadtwald und Buchholzer Hellerwald. Südlich der Landwehr folgt ein Waldweg einer ehemaligen Römerstraße, die im Mittelalter weitergenutzt wurde. Dieser parallel zur A61 verlaufende Weg führte auf die Landwehr und dann weitet nordwärts in Richtung Koblenz. Feldfluren und ländlich geprägte Siedlungseinheiten erhielten zum Schutz vor feindlichen Übergriffen eine sie umgebende Landwehr. Durchgangsstraßen führten durch besondere Durchlässe, wo Waren- und Personenkontrollen stattfinden konnten, wie auch wirksame Zollkontrollen.

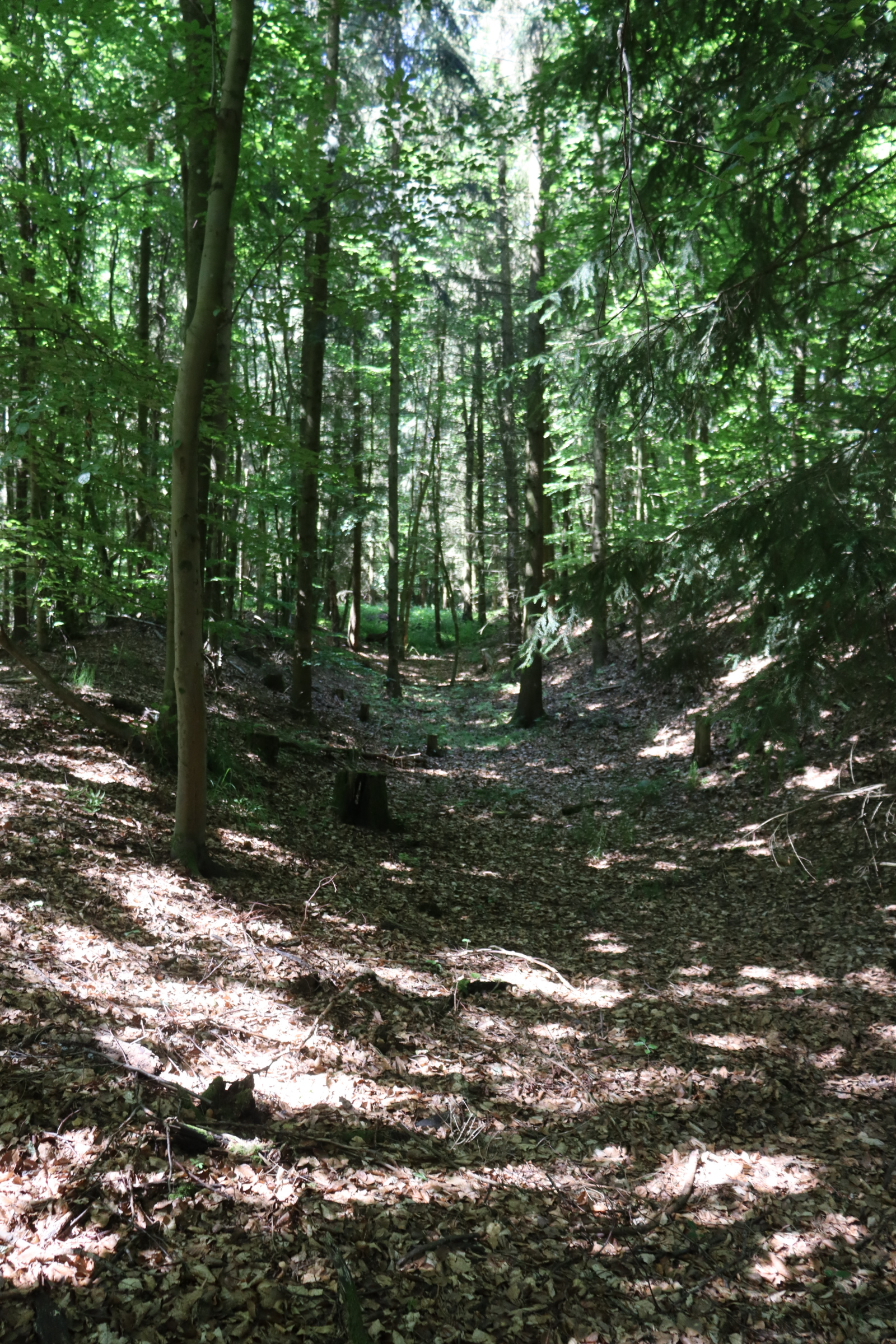
Landwehrgraben Boppard bei Pfaffenheck
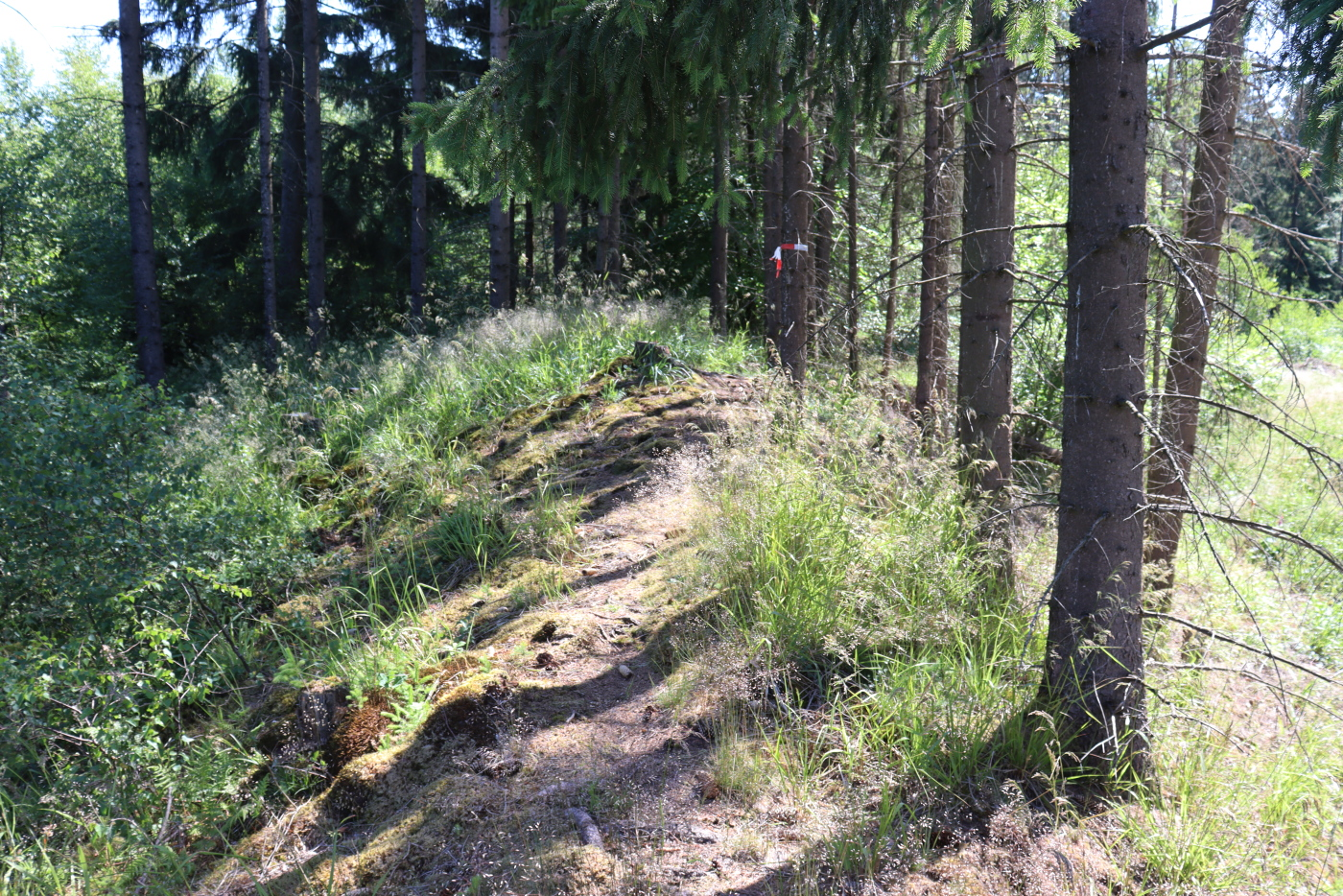
Wallabschnitt der Landwehr bei Boppard